# Bundestagswahlkreis Osterholz – Verden
Der Wahlkreis Osterholz – Verden (Wahlkreis 34) ist ein Bundestagswahlkreis in Niedersachsen. Er umfasst die Landkreise Verden und Osterholz. Er bestand nicht für die Bundestagswahlen 2002 und 2005, wurde jedoch zur Bundestagswahl 2009 wieder eingerichtet.

## Wahlkreisgeschichte
Der Wahlkreis war bei der Bundestagswahl 1949 die Nummer 12 der niedersächsischen Wahlkreise. Für die Bundestagswahlen 1953 bis 1961 hatte er die Nummer 34, ab der Bundestagswahl 1965 die Nummer 29 und 2009 die Nummer 35. Seit 2013 trägt er die Nummer 34. Bei den Bundestagswahlen von 1949 bis einschließlich 1961 hieß der Wahlkreis Verden – Rotenburg – Osterholz, danach Verden und seit der Bundestagswahl 1987 Verden – Osterholz.
Der Wahlkreis umfasste ursprünglich das Gebiet der Landkreise Verden, Osterholz und Rotenburg (Hannover) (ab 1969: Rotenburg (Wümme)). Obwohl bei der niedersächsischen Kreisgebietsreform die Gemeinden Bahlum, Riede und Thedinghausen sowie die ehemaligen Gemeinden Ahsen-Oetzen und Hülsen bereits 1972 zum Landkreis Verden hinzugekommen waren, gehörten diese erst ab der Bundestagswahl 1976 zum Wahlkreis Verden. Vor der Bundestagswahl 1980 musste der Wahlkreis dann das Gebiet des ehemaligen Landkreises Rotenburg an den neuen Bundestagswahlkreis Soltau – Rotenburg abgegeben.
Im Zuge der Neuordnung der Wahlkreise vor der Bundestagswahl 2002 wurde der Wahlkreis aufgelöst und das Wahlkreisgebiet auf die neu geschaffenen Wahlkreise Cuxhaven – Osterholz und Rotenburg – Verden aufgeteilt. Für die Bundestagswahl 2009 wurde dies wieder rückgängig gemacht, er umfasst unter der Bezeichnung Osterholz – Verden seitdem wieder das Gebiet der beiden Landkreise Verden und Osterholz.
| Wahl      | Wahlkreisname                        | Gebiet |
| --------- | ------------------------------------ | ------ |
| 1949      | XII – Verden – Rotenburg – Osterholz |        |
| 1953–1961 | 34 – Verden – Rotenburg – Osterholz  |        |
| 1965–1983 | 29 – Verden                          |        |
| 1987–1998 | 29 – Verden – Osterholz              |        |
| 2002–2005 | –                                    | –      |
| 2009      | 35 – Osterholz – Verden              |        |
| 2013–2021 | 34 – Osterholz – Verden              |        |

## Wahlkreisabgeordnete
| Wahl | Abgeordneter | Abgeordneter               | Partei | Stimmen in % |
| ---- | ------------ | -------------------------- | ------ | ------------ |
| 1949 |              | Hans-Joachim von Merkatz a | DP     | 32,7         |
| 1953 | 47,3         | Hans-Joachim von Merkatz a | DP     |              |
| 1957 | 47,8         | Hans-Joachim von Merkatz a | DP     |              |
| 1961 |              | Karl Ravens                | SPD    | 36,9         |
| 1965 |              | Hans-Joachim von Merkatz   | CDU    | 51,8         |
| 1969 |              | Karl Ravens                | SPD    | 46,8         |
| 1972 | 53,1         | Karl Ravens                | SPD    |              |
| 1976 | 48,5         | Karl Ravens                | SPD    |              |
| 1980 |              | Arne Börnsen               | SPD    | 50,6         |
| 1983 |              | Martin Oldenstädt          | CDU    | 46,6         |
| 1987 |              | Arne Börnsen               | SPD    | 46,4         |
| 1990 | 44,6         | Arne Börnsen               | SPD    |              |
| 1994 | 47,6         | Arne Börnsen               | SPD    |              |
| 1998 |              | Joachim Stünker            | SPD    | 53,4         |
| 2002 | –            | –                          | –      | –            |
| 2005 | –            | –                          | –      | –            |
| 2009 |              | Andreas Mattfeldt          | CDU    | 37,1         |
| 2013 | 44,0         | Andreas Mattfeldt          | CDU    |              |
| 2017 | 39,2         | Andreas Mattfeldt          | CDU    |              |
| 2021 | 33,7         | Andreas Mattfeldt          | CDU    |              |
| 2025 | 35,9         | Andreas Mattfeldt          | CDU    |              |

## Wahlergebnisse

### Bundestagswahl 2025
| Kandidaten                                            | Kandidaten                     | Parteien/Listen     | Erststimmen | Erststimmen | Zweitstimmen | Zweitstimmen |
| Kandidaten                                            | Kandidaten                     | Parteien/Listen     | Stimmen     | %           | Stimmen      | %            |
| ----------------------------------------------------- | ------------------------------ | ------------------- | ----------- | ----------- | ------------ | ------------ |
|                                                       | Özge Kadah                     | SPD                 | 40.963      | 24,8        | 38.009       | 23,0         |
|                                                       | Andreas Mattfeldtgewählt im WK | CDU                 | 59.321      | 35,9        | 46.321       | 28,0         |
|                                                       | Lena Gumnior                   | GRÜNE               | 18.449      | 11,2        | 20.450       | 12,4         |
|                                                       | Gero Hocker                    | FDP                 | 4.952       | 3,0         | 6.942        | 4,2          |
|                                                       | Susanne Rosilius               | AfD                 | 28.052      | 17,0        | 29.180       | 17,6         |
|                                                       | Herbert Behrens                | DIE LINKE           | 11.071      | 6,7         | 12.060       | 7,3          |
|                                                       | —                              | Tierschutzpartei    | –           | –           | 2.005        | 1,2          |
|                                                       | —                              | dieBasis            | –           | –           | 434          | 0,3          |
|                                                       | —                              | Die PARTEI          | –           | –           | 699          | 0,4          |
|                                                       | —                              | FREIE WÄHLER        | –           | –           | 953          | 0,6          |
|                                                       | —                              | Piraten             | –           | –           | 248          | 0,1          |
|                                                       | Hergen Ramme                   | Volt                | 2.255       | 1,4         | 1.176        | 0,7          |
|                                                       | —                              | PdH                 | –           | –           | 114          | 0,1          |
|                                                       | —                              | MLPD                | –           | –           | 37           | 0,0          |
|                                                       | —                              | Bündnis Deutschland | –           | –           | 236          | 0,1          |
|                                                       | —                              | BSW                 | –           | –           | 6.531        | 3,9          |
| Gesamt                                                | Gesamt                         | Gesamt              | 165.063     | 100         | 165.395      | 100          |
|                                                       |                                |                     |             |             |              |              |
| Ungültige Stimmen                                     | Ungültige Stimmen              | Ungültige Stimmen   | 1.094       | 0,7         | 762          | 0,5          |
| Wähler                                                | Wähler                         | Wähler              | 166.157     | 84,7        | 166.157      | 84,7         |
| Wahlberechtigte                                       | Wahlberechtigte                | Wahlberechtigte     | 196.082     |             | 196.082      |              |
|                                                       |                                |                     |             |             |              |              |
| Quellen: Die Bundeswahlleiterin, Kandidaten – Stimmen |                                |                     |             |             |              |              |

### Bundestagswahl 2021
Zur Bundestagswahl 2021 wurden folgende Kandidaten von ihren Parteien nominiert:
| Direktkandidat    | Partei           | Erststimmen in % | Zweitstimmen in % |
| ----------------- | ---------------- | ---------------- | ----------------- |
| Andreas Mattfeldt | CDU              | 33,7             | 24,1              |
| Michael Harjes    | SPD              | 32,5             | 32,9              |
| -                 | AfD              | -                | 7,5               |
| Gero Hocker       | FDP              | 9,2              | 10,4              |
| Lena Gumnior      | GRÜNE            | 14,7             | 16,1              |
| Mizgin Ciftci     | DIE LINKE        | 4,3              | 3,5               |
| Dominique Paetz   | FREIE WÄHLER     | 3,1              | 1,0               |
| Anton Körner      | dieBasis         | 2,6              | 1,1               |
| -                 | Die PARTEI       | -                | 0,8               |
| -                 | Tierschutzpartei | -                | 1,3               |
| -                 | PIRATEN          | -                | 0,3               |
| -                 | NPD              | -                | 0,1               |
| -                 | V-Partei³        | -                | 0,1               |
| -                 | ÖDP              | -                | 0,1               |
| -                 | MLPD             | -                | 0,0               |
| -                 | DKP              | -                | 0,0               |
| -                 | du.              | -                | 0,1               |
| -                 | LKR              | -                | 0,0               |
| -                 | Die Humanisten   | -                | 0,1               |
| -                 | Team Todenhöfer  | -                | 0,3               |
| -                 | Volt             | -                | 0,2               |

### Bundestagswahl 2017
Zur Bundestagswahl 2017 am 24. September wurden 8 Direktkandidaten und 18 Landeslisten zugelassen.
| Direktkandidat           | Partei           | Erststimmen in % | Zweitstimmen in % |
| ------------------------ | ---------------- | ---------------- | ----------------- |
| Andreas Mattfeldt        | CDU              | 39,2             | 34,9              |
| Christina Jantz-Herrmann | SPD              | 32,0             | 26,4              |
| Gero Hocker              | FDP              | 5,5              | 8,9               |
| Monika Geils             | GRÜNE            | 6,7              | 9,3               |
| Herbert Behrens          | DIE LINKE.       | 7,1              | 7,3               |
| –                        | PIRATEN          | –                | 0,4               |
| –                        | NPD              | –                | 0,2               |
| –                        | Tierschutzpartei | –                | 1,0               |
| –                        | MLPD             | –                | 0,0               |
| Jochen Rohrberg          | AfD              | 8,6              | 9,7               |
| –                        | DiB              | –                | 0,2               |
| –                        | DKP              | –                | 0,0               |
| Ingo Lesch               | FREIE WÄHLER     | 0,7              | 0,4               |
| –                        | BGE              | –                | 0,2               |
| –                        | DM               | –                | 0,2               |
| –                        | ÖDP              | –                | 0,1               |
| –                        | Die PARTEI       | –                | 0,8               |
| –                        | V-Partei³        | –                | 0,1               |
| Susanne Hirsch-Sternberg | Einzelbewerber   | 0,3              | –                 |

### Bundestagswahl 2013
Diese fand am 22. September 2013 statt, zugelassen waren 14 Landeslisten. Kreiswahlleiterin ist die erste Kreisrätin des Landkreises Osterholz.
| Direktkandidat    | Partei           | Erststimmen in % | Zweitstimmen in % |
| ----------------- | ---------------- | ---------------- | ----------------- |
| Andreas Mattfeldt | CDU              | 44,0             | 40,0              |
| Christina Jantz   | SPD              | 37,4             | 33,1              |
| Cédrik Kamlah     | FDP              | 0,9              | 3,7               |
| Erich von Hofe    | GRÜNE            | 6,8              | 9,6               |
| Herbert Behrens   | DIE LINKE.       | 5,0              | 5,6               |
| Ole Schwettmann   | PIRATEN          | 1,8              | 1,9               |
| Claus Oeltjen     | NPD              | 0,9              | 0,9               |
| –                 | Tierschutzpartei | –                | 0,9               |
| –                 | MLPD             | –                | 0,0               |
| Thomas Hochrainer | AfD              | 3,1              | 3,8               |
| –                 | pro Deutschland  | –                | 0,1               |
| –                 | REP              | –                | 0,1               |
| –                 | FREIE WÄHLER     | –                | 0,3               |
| –                 | PBC              | –                | 0,1               |

### Bundestagswahl 2009
| Direktkandidat    | Partei     | Erststimmen | Zweitstimmen |
| ----------------- | ---------- | ----------- | ------------ |
| Joachim Stünker   | SPD        | 36,6 %      | 29,2 %       |
| Andreas Mattfeldt | CDU        | 37,1 %      | 32,0 %       |
| Heiner Haase      | GRÜNE      | 8,6 %       | 11,9 %       |
| Tim Schardelmann  | FDP        | 7,5 %       | 12,5 %       |
| Herbert Behrens   | Die Linke. | 8,5 %       | 9,6 %        |
| Rigolf Hennig     | NPD        | 1,7 %       | 1,4 %        |
| Sonstige          | Sonstige   | –           | 3,4 %        |